# Wilhelm Loewe
Pour les articles homonymes, voir Loewe.

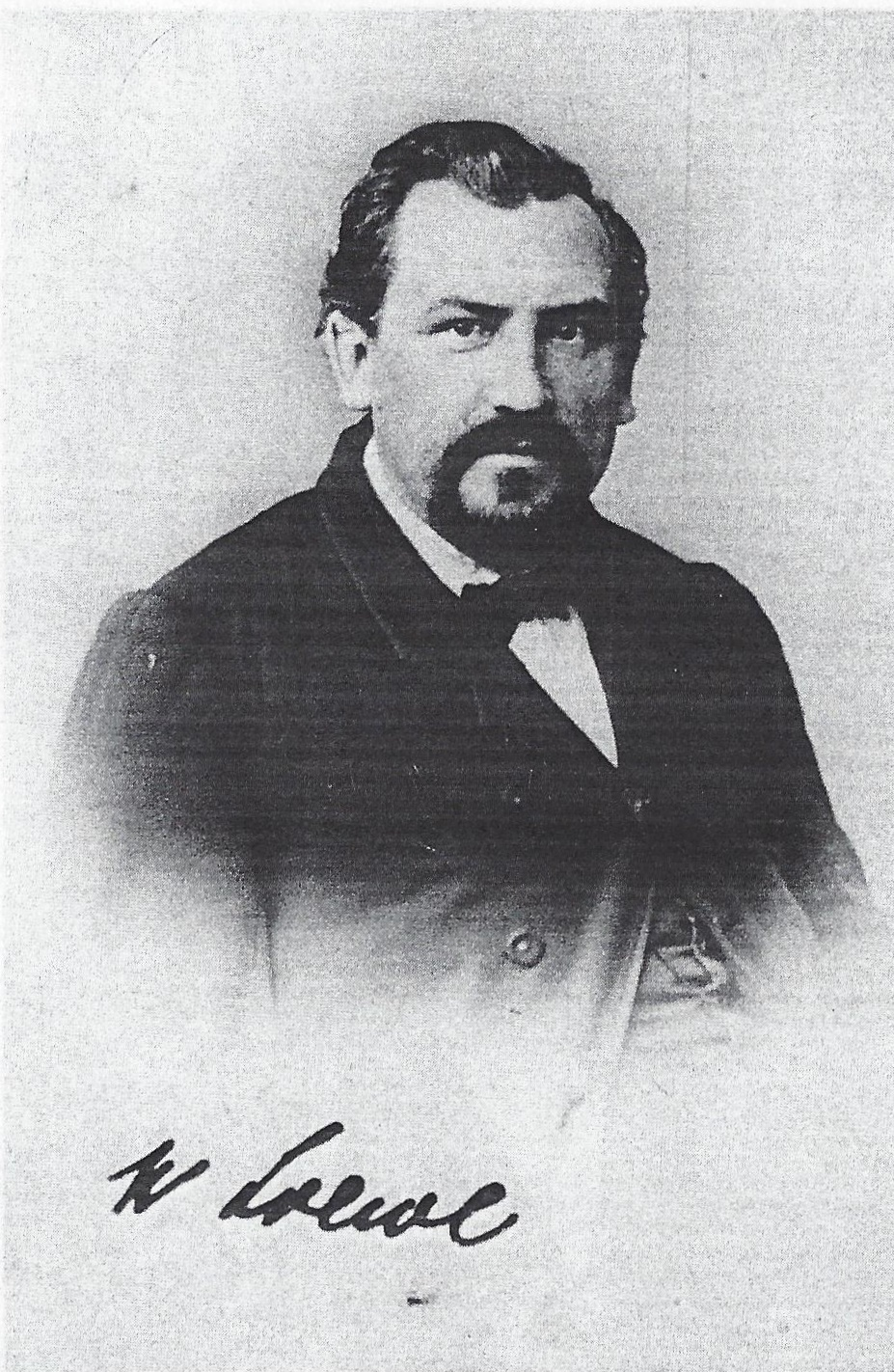
Wilhelm Loewe

Friedrich Wilhelm Loewe (né le 14 novembre 1814 à Olvenstedt et mort le 2 novembre 1886 à Meran, comté de Tyrol) est un médecin prussien et homme politique libéral de gauche. En 1848, Loewe devient vice-président du Parlement de Francfort et en 1849 président du Parlement croupion.

## Biographie
Wilhelm Loewe est le fils d'un sacristain et chantre à Olvenstedt. Loewe étudie au lycée de la cathédrale de Magdebourg. À partir de 1834, il obtient une licence de chirurgien agréé par l'État et sert trois ans en tant que chirurgien d'entreprise. Il étudie ensuite la médecine à Halle, fait son doctorat et, à partir de 1840, s'installe à Calbe (Saale) comme médecin généraliste. Grâce à son attitude libérale et à son engagement social exemplaire, il a acquis une grande réputation à Calbe et est délégué au premier parlement allemand, le Parlement de Francfort, en 1848 en tant que membre de la circonscription de Calbe et Jerichow I. Loewe est l'un des 33 députés du 3 avril 1849 qui offrent la couronne impériale à Frédéric-Guillaume IV. Mais ce dernier la refuse. Après cet évènement, la plupart des députés retournent dans leur patrie sur ordre de leurs gouvernements. Seuls les 114 démocrates et les libéraux de gauche autour du président nouvellement élu du Parlement Wilhelm Loewe sont restés derrière en tant que parlement croupion, qui a déménagé à Stuttgart.
Après la défaite de la révolution, Loewe est inculpé et condamné à la réclusion à perpétuité. Mais il réussit à s'échapper via la Suisse aux États-Unis, où il travaille comme médecin et entrepreneur à New York pendant huit ans.
Lorsque l'amnistie prussienne pour les condamnés politiques est entrée en vigueur en 1861, il est retourné à Calbe et redevient politiquement actif. Il appartient d'abord au Parti progressiste allemand et plus tard au Parti national-libéral.
En 1863, Loewe devient membre de la Chambre des représentants de Prusse. Dans le différend sur la loi d'indemnisation entre le parti national-libéral et l'aile démocratique au sein du Parti progressiste, Loewe essaye de trouver un équilibre, mais ne peut pas empêcher la scission du Parti progressiste. En 1875, il est le premier vice-président du parlement. À partir de 1871, il est député du Reichstag pour la circonscription de Bochum-Herne-Gelsenkirchen.
Loewe participe personnellement à l'élaboration des propositions de réforme pour l'unité de l'Empire allemand et pour une politique intérieure économique et libérale contemporaine. Loewe a un jour utilisé les mots à la Chambre des représentants de Prusse: "Il y a un vent violent qui souffle sur le grand coin prussien", qui sont devenus presque proverbiaux. Il voulait dire par là que les postes dans l'armée prussienne, à partir du grade de major, sont exclusivement occupés par des nobles. En tant que président principal du Reichstag, il adopte de plus en plus les positions de Bismarck d'une révolution «d'en haut». En 1881, il se retire de la politique active.
Wilhelm Loewe décède en novembre 1886 lors d'un séjour spa dans le Tyrol à l'âge de près de 72 ans et est enterré dans l'ancien cimetière Saint-Matthieu à Schöneberg près de Berlin. Plus tard, sa femme Luise née Engell (1827-1902) trouve également sa dernière demeure dans ce cimetière héréditaire. La tombe murale en grès à trois axes construite par Heinrich Klutmann est préservée mais est fortement altérée. Une plaque de dédicace "de ses amis" sur le socle central suggère qu'ils ont financé la tombe. La tombe est consacrée comme tombe honorifique de Berlin depuis 1952.
Loewe est honoré en tant que démocrate révolutionnaire dans sa ville de Calbe en 1849 et en son honneur "Querstraße", la rue commerçante la plus importante de Calbe à cette époque, où il a également exercé en tant que médecin, est rebaptisée d'après lui. La ville décerne également une médaille d'honneur avec son nom.